# Maculinea marginemaculata
Maculinea marginemaculata är en fjärilsart som beskrevs av Barend J. Lempke 1955. Maculinea marginemaculata ingår i släktet Maculinea och familjen juvelvingar. Inga underarter finns listade i Catalogue of Life.